# Hợp chất gốc clo
Các hợp chất giải phóng clo, còn được gọi là hợp chất gốc clo, là họ các hóa chất có thể giải phóng clo. Chúng được sử dụng rộng rãi để khử trùng nước, thiết bị y tế, và các khu vực bề mặt cũng như tẩy trắng các vật liệu như vải.  Sự hiện diện của chất hữu cơ có thể làm hiệu quả khử trùng của hóa chất kém đi. Chúng có thể có dạng bột và được được trộn với nước trước khi sử dụng.
Các tác dụng phụ xảy ra nếu tiếp xúc trực tiếp có thể có như kích ứng da và bỏng hóa chất cho mắt. Chúng cũng có thể gây ăn mòn và do đó có thể yêu cầu phải rửa sạch trên bề mặt. Các hợp chất cụ thể trong họ này bao gồm natri hypochlorite, chloramine, halazone, chlorine dioxide và natri dichloroisocyanurate. Chúng có hiệu quả chống lại nhiều loại vi sinh vật cũng như cả bào tử của các vi khuẩn.
Các hợp chất giải phóng clo lần đầu tiên được sử dụng làm chất tẩy trắng vào khoảng năm 1785, và được dùng làm chất khử trùng vào năm 1915. Nó nằm trong danh sách các thuốc thiết yếu của Tổ chức Y tế Thế giới, tức là nhóm các loại thuốc hiệu quả và an toàn nhất cần thiết trong một hệ thống y tế. Chi phí bán buôn ở các nước đang phát triển là khoảng 0,01 đến 0,02 USD / 500 mg loại chloramine. Chúng được sử dụng rộng rãi trong cả ngành y tế và công nghiệp thực phẩm.